# Герб Лютовиськ
Герб Лютовиськ — один з офіційних символів села Лютовиська, Старосамбірського району Львівської області.

## Історія
Символ затвердила V сесія  Лютовиської сільської ради 3-го скликання рішенням від 29 червня 1999 року.
Автор — Андрій Гречило.

## Опис (блазон)
У срібному полі синя кроква, обабіч неї по зеленому буковому листку, а внизу — червоний рак.
Щит вписаний у еклектичний картуш, увінчаний золотою сільською короною.

## Зміст
Символи розкривають природні багатства громади. Синя кроква (як літера “Л”) указує на назву села. Букові листки, рак та срібний колір означає села Букова, Ракова та Биличі, підпорядковані Лютовиській сільраді.
Золота корона з колосків вказує на статус сільського населеного пункту.